# Сент-Огюстен (станция метро)
Сент-Огюстен (фр. Saint-Augustin) — станция линии 9 Парижского метрополитена, расположенная в VIII округе Парижа. Своё название получила по церкви Сент-Огюстен, расположенной поблизости. Также, помимо церкви, рядом со станцией расположены администрация VIII округа, вокзал Сен-Лазар.

## История
- Станция открылась 27 мая 1923 года как конечный пункт пускового участка Трокадеро — Сент-Огюстен.
- В 2004 году, в целях разгрузки пересадочного узла Сен-Лазар, после состоявшегося в декабре 2003 года открытия зала линии 14 данного узла, от него был сооружён новый переход на станцию Сент-Огюстен, позволяющий также выйти с линии 9 на вокзал Сен-Лазар. Потенциально также можно перейти со станции «Сент-Огюстен» в залы других линий (3, 12, 13), однако эти пересадки не обозначаются на официальных схемах RATP[2].
- Пассажиропоток по станции по входу в 2011 году, по данным RATP, составил 2 923 768 человек[3]. В 2012 году этот показатель вырос до 2 974 165 человек[4], а в 2013 году достиг 2 994 175 пассажиров (180 место по уровню пассажиропотока в Парижском метро)[5].

## Галерея

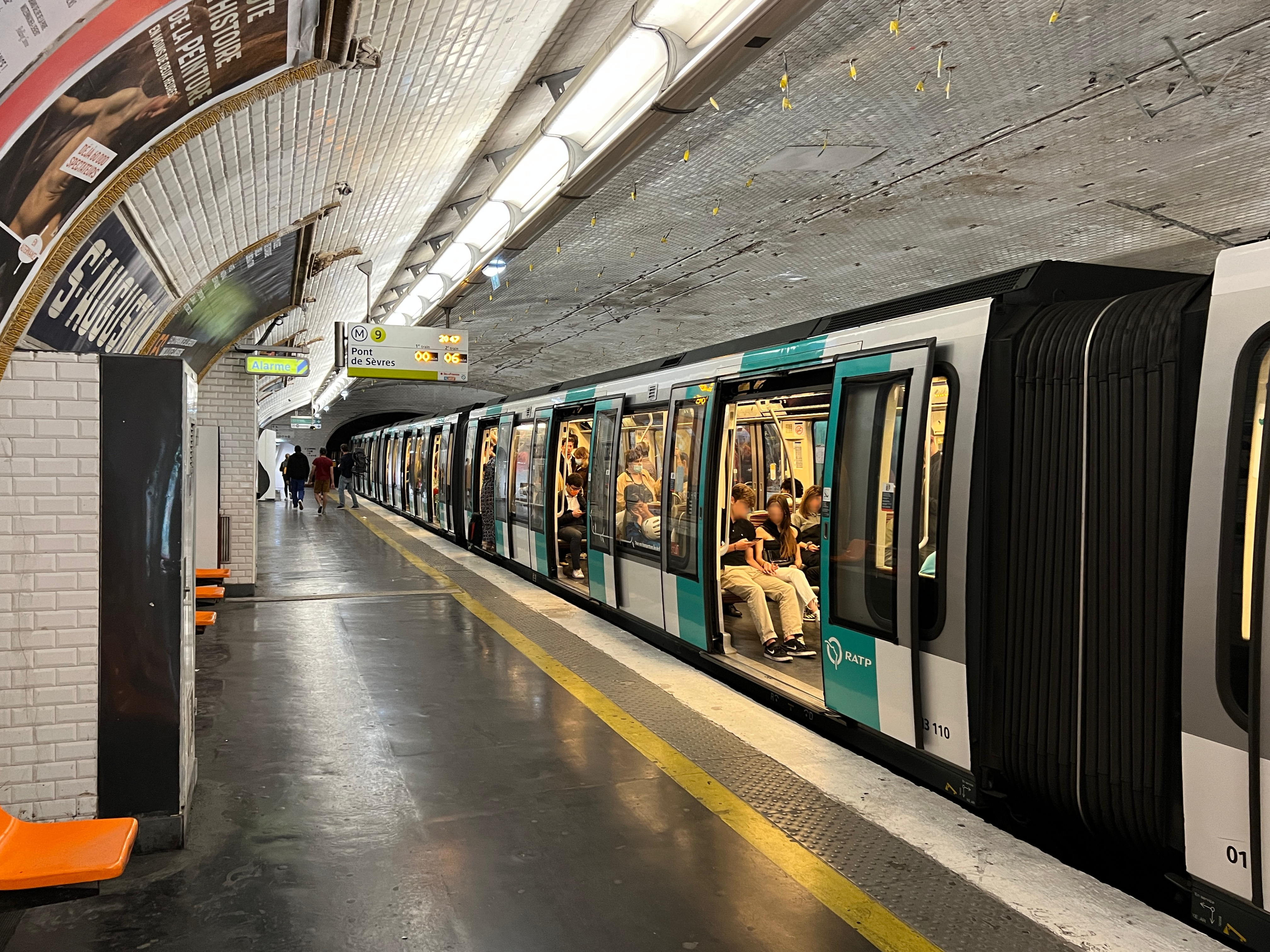
Посадочная платформа
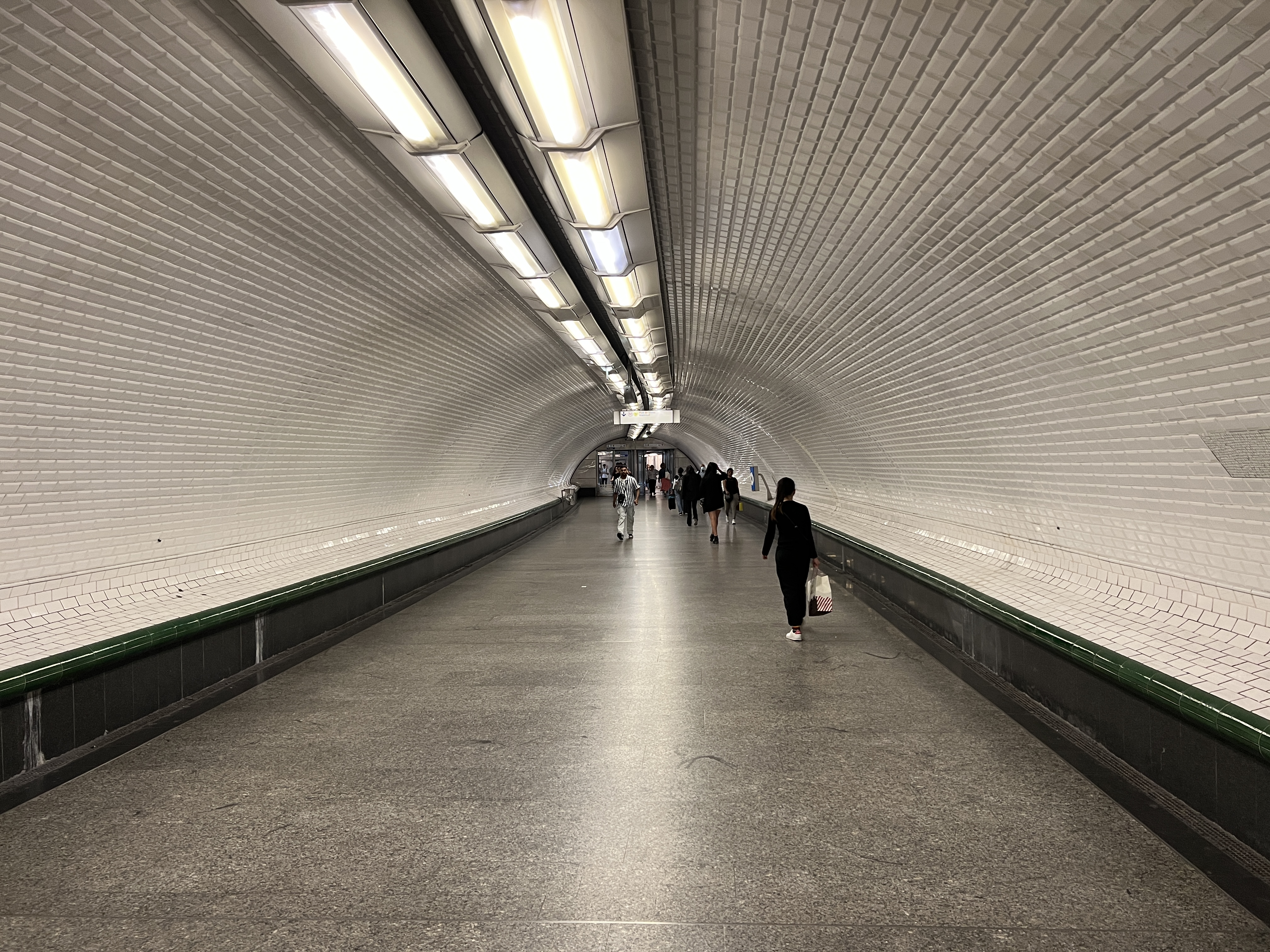
Переходный тоннель